# Alexander Guest House
Pour les articles homonymes, voir Alexander.
L'Alexander Guest House, autrefois appelée The Guest House ou l'Alexander Inn, est un bâtiment patrimonial américain situé à Oak Ridge, dans le comté d'Anderson, au Tennessee. Construit en 1943, il est d'abord utilisé pour loger les savants visitant la ville à l'époque où y furent développées les premières technologies nucléaires et sert ensuite d'hôtel puis finalement, depuis une rénovation au milieu des années 2010, de maison de retraite. Protégé au sein du Manhattan Project National Historical Park, il constitue une propriété contributrice au district historique d'Oak Ridge, un district historique inscrit au Registre national des lieux historiques depuis le 5 septembre 1991.